# Ólafur Ragnar Grímsson
Ólafur Ragnar Grímsson, né le 14 mai 1943 à Ísafjörður, est un homme d'État islandais.
Il est élu député à l'Althing en 1974. Onze ans plus tard, après avoir été membre des formations centristes Parti du progrès et Union des libéraux et de la gauche, il devient président de l'Alliance du peuple, un parti socialiste.
Entre 1988 et 1991, il est ministre des Finances dans les deux gouvernements de coalition du Premier ministre agrarien et libéral Steingrímur Hermannsson. En 1995, il renonce à présider l'Alliance du peuple.
L’année suivante, en 1996, il est élu président de la République. Il exerce cette fonction pendant vingt ans et cinq mandats consécutifs, établissant un record en Islande. À deux reprises, en 2000 et en 2008, il est proclamé réélu faute de concurrent.
Après avoir tergiversé en raison des conséquences des Panama Papers dans lesquels sa femme est impliqué, il renonce à concourir pour un sixième mandat lors de l'élection présidentielle de 2016. L’indépendant Guðni Th. Jóhannesson lui succède.

## Situation personnelle

### Vie familiale
Ólafur naît le 14 mai 1943 à Ísafjörður et est élevé par ses grands-parents à Þingeyri, dans les Vestfirðir.
Il se marie en 1974 avec Guðrún Katrín Þorbergsdóttir, qui accouche de jumelles en 1975. Guðrún Katrín étant très populaire en Islande, son charisme est l'une des raisons qui ont amené au succès politique de son mari. Son décès brutal, survenu à la suite d'une leucémie en 1998, est vécu comme un drame national.
En mai 2000, Ólafur Ragnar Grímsson se fiance à l'Anglo-Israélienne Dorrit Moussaieff,, qu'il épouse le 14 mai 2003, lors de son soixantième anniversaire, au cours d'une cérémonie civile à Bessastaðir, la résidence présidentielle.

### Études et carrière
De 1962 à 1970, il étudie les sciences économiques et politiques à l'université de Manchester. Il revient ensuite en Islande pour devenir enseignant en sciences politiques à l'université d'Islande.

## Parcours politique

### Débuts
Il est élu membre du Parlement, l’Althing (en islandais Alþingi), en 1974, puis préside l’Alliance du peuple (Alþýðubandalagið), un parti de gauche, de 1987 à 1995.

### Ministre des Finances
De 1988 à 1991, il est membre des deux gouvernements de coalition de Steingrímur Hermannsson (Premier ministre agraire et libéral) en tant que ministre des Finances.

### Président de la République

#### Élections présidentielles de 1996 et 2000
Ólafur Ragnar Grímsson est élu président de l'Islande le 29 juin 1996 succédant à Vigdís Finnbogadóttir. Il est réélu sans opposition en 2000.

#### Conflit avec Oddsson et élection présidentielle de 2004
Le 2 juin 2004, Ólafur Ragnar Grímsson inflige un camouflet au Premier ministre, Davíð Oddsson, en même temps qu’il déclenche un vif débat constitutionnel en refusant, comme le lui permet l’article 26 de la Constitution, de ratifier la loi sur les médias votée par l’Althing. La loi doit en conséquence être soumise à un référendum mais, pour éviter une plus lourde déconvenue, Davíð Oddsson préfère retirer sa loi puis démissionne. Cet événement marque la première utilisation de l’article 26 de la Constitution de l'Islande de 1944.
Une tempête de débats passionnés s’abat alors sur l’Islande pour savoir si l’article 26 remet en cause la souveraineté du Parlement et si, en tant que tel, l’article est ou non constitutionnel. Certains demandent un amendement de l'article 26 de la Constitution afin que seul le peuple souverain ait le droit de remettre en cause une loi votée au Parlement.
Ólafur Ragnar Grímsson est néanmoins réélu pour un troisième mandat le 26 juin 2004 en battant Baldur Ágústsson avec 85,6 % des voix. Cette élection présidentielle voit un nombre record de bulletins blancs ou nuls (21,2 %). Certains interprètent ce pourcentage comme une critique de la décision du président de ne pas signer la loi sur les médias.

#### Élection présidentielle de 2008
Une élection présidentielle était prévue pour le 28 juin 2008. Le président sortant, Ólafur Ragnar Grímsson, élu pour la première fois en 1996, indique dans son discours du Nouvel An qu'il se représente pour un quatrième mandat.
Ástþór Magnússon, longtemps rival d'Ólafur, s'étant présenté sans succès en 1996 et en 2004, refuse de se représenter. Aucun adversaire ne se présente avant la date limite du 24 mai 2008 et Ólafur est élu sans adversaire pour un quatrième mandat. Il prête serment le 1er août 2008.

#### Élection présidentielle de 2012
Alors qu'il ne souhaitait pas se représenter, il est réélu au premier tour le 30 juin 2012, contre Thóra Arnórsdóttir avec 52,5 % des voix, au terme d'une campagne inhabituellement disputée en Islande.

#### Fin de présidence
Le 1er janvier 2016, il annonce ne pas vouloir briguer de sixième mandat lors de l'élection du 25 juin suivant. Mais après le scandale des Panama Papers, qui fait chuter le gouvernement du Premier ministre Sigmundur Davíð Gunnlaugsson et provoque une crise politique, il décide, le 18 avril, de se représenter. Ce scandale le touche indirectement, par le biais de son épouse. Finalement, il renonce à se présenter le 9 mai 2016, estimant que la situation politique est suffisamment apaisée.
Le 1er août 2016, il quitte la présidence après avoir dirigé le pays pendant vingt ans. Guðni Th. Jóhannesson (indépendant) lui succède.

## Distinctions
- Grand-croix de l'ordre de Dannebrog